# Malo Selo (Delnice)
Pour les articles homonymes, voir Malo Selo.
Malo Selo est une localité de Croatie située dans la municipalité de Delnice, dans le comitat de Primorje-Gorski Kotar. En 2001, la localité comptait 79 habitants.

## Démographie
| 1948 | 1953 | 1961 | 1971 | 1981 | 1991 | 2001 |
| ---- | ---- | ---- | ---- | ---- | ---- | ---- |
| 156  | 189  | 173  | 134  | 112  | 104  | 79   |